# Reinaldo Moura
Reynaldo Moura (Santa Maria, 1900 - Porto Alegre, 1965) foi um escritor brasileiro da Geração Modernista do Rio Grande do Sul, como Érico Veríssimo, Manoelito de Ornellas e Moisés de Morais Velinho. Além disso, foi redator do "Jornal do Estado" e escrevia crônicas para a Revista do Globo, publicação da Livraria do Globo, e para o Correio do Povo.
Filho do maranhense Adolfo Rios de Moura e de Maria Henriqueta Baptista de Moura, começou estudando na Universidade de Pelotas na Faculdade de Direito. Ao migrar para o universo literário, produziu uma série de poesias, crônicas, novelas e romances, com a inspiração do Movimento Modernista que estava dominando o mundo artístico na década de 30 e 40 no Brasil e no Rio Grande do Sul.

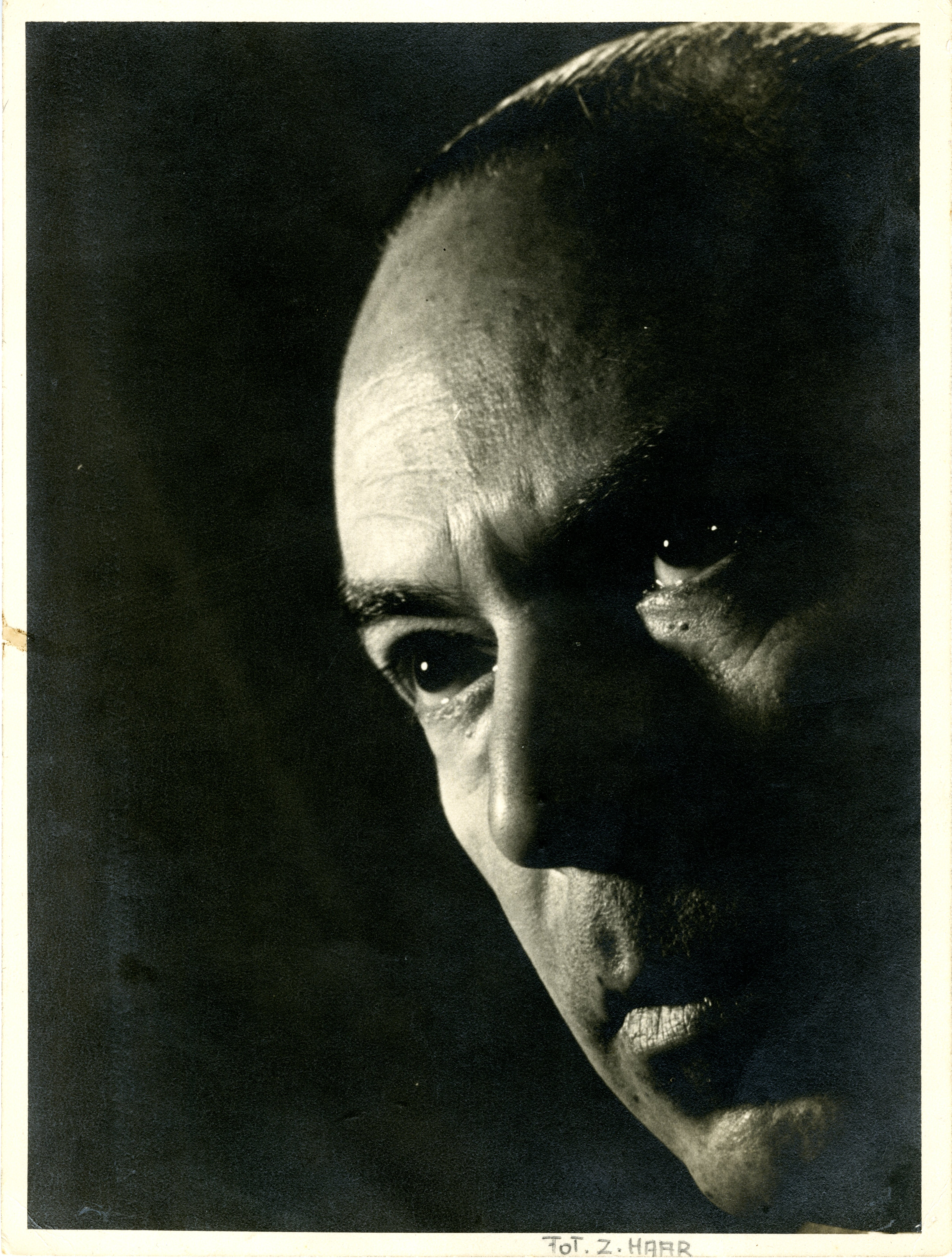
Reynaldo Moura (Acervo Pessoal)

Foi casado com Noah Maria de Carvalho Moura, com quem teve dois filhos: Roberto e Sérgio.
Foi sócio-fundador da Associação Rio-Grandense de Imprensa. Também foi patrono da Feira do Livro de Porto Alegre postumamente.
Era diretor da Biblioteca Pública de Porto Alegre, sucedendo Guilhermino César, quando aconteceu o Golpe de 1964. Foi preso logo em seguida, acusado de ter publicado um manifesto mimeografado contra a ditadura, porém foi logo libertado. Contudo, o tempo na prisão política o causou muitos problemas de saúde, falecendo aos 65 anos de um ataque cardíaco.

## Obras
| nº série | Título                                   | Editora                                | Ano  | Série                                            | Páginas          |
| -------- | ---------------------------------------- | -------------------------------------- | ---- | ------------------------------------------------ | ---------------- |
| 01       | A Ronda dos Anjos Sensuais               | Columbia                               | 1935 |                                                  | 244              |
| 02       | Outono (poesia)                          | Editora do Globo                       | 1936 |                                                  | 102              |
| 03       | Noite de chuva em setembro               | Livraria do Globo                      | 1939 |                                                  | 232              |
| 04       | O Monge e o Passarinho                   | Livraria Selbach                       | 1942 |                                                  | 08 + 04 desenhos |
| 05       | Intervalo passional : novela             | José Olympio                           | 1944 |                                                  | 197              |
| 06       | Um rosto noturno                         | Livraria do Globo                      | 1946 | Coleção Tucano, nº 17; Coleção Rio Grande, nº 24 | 190              |
| 07       | Mar do tempo (poesias)                   | Livraria do Globo                      | 1944 |                                                  | 110              |
| 08       | O poder da carne                         | Livraria do Globo                      | 1954 |                                                  | 215              |
| 09       | A Estranha Visita                        | Ed. Globo-RS                           | 1962 | Coleção Catavento, nº 51                         | 152              |
| 10       | Romance no Rio Grande                    | Movimento : Fotomecanica Maredi        | 1986 | Colecao Rio Grande; v.78                         | 166              |
| 11       | O crime do apartamento : novela          | Movimento : EdiPUCRS                   | 1995 |                                                  | 184              |
| 12       | Major Cantalício : vidinhas da Província | EdiPUCRS : Instituto Estadual do Livro | 2002 |                                                  | 244              |